# Mediabureau
Een mediabureau is een adviesbureau dat bedrijven adviseert op het gebied van communicatie, media en middelen, om hen te helpen in contact te komen met (potentiële) klanten of doelgroepen. 
"Het aanbod van zowel media als reclame is de afgelopen decennia enorm gegroeid, wat er toe heeft geleid dat de consument ruim vier keer zoveel reclame krijgt aangeboden als tien jaar geleden. Deze groei in aanbod gaat echter niet gepaard met een evenredige groei in mediaconsumptie." (Olsthoorn, 2003) Hierdoor wordt gerichte communicatie met de consument steeds moeilijker. Omdat een mediabureau vaak wordt afgerekend op het effectief en efficiënt bereiken van de doelgroep, van de adverteerder, is het mediabureau specialist geworden op dit gebied. 
Om de adverteerder te helpen om de doelgroep te bereiken is het voor een mediabureau nodig om een inzicht te hebben in het merk, de vermarkting, communicatie en doelgroepen van deze adverteerder. Vervolgens kan er op basis van deze inzichten een communicatie of mediastrategie ontwikkeld worden. Een professioneel mediabureau is in staat om breder te adviseren dan de traditionele media alleen, en is ook deskundig op gebieden als evenementen en financiering, interactieve reclame, mond-tot-mondreclame, reputatiebehartiging en geadresseerde post. 

## Ontstaan
De branche voor mediabureaus is vrij jong en is deze pas ontstaan in de jaren 80. Voor die tijd werd de mediaselectie en de administratieve afhandeling gedaan door het reclamebureau. Door fragmentatie van het medialandschap en de opkomst van mediatheorieën, massacommunicatie als wetenschap, dataverzameling en geautomatiseerde planninginstrumenten is het mediavak een apart gespecialiseerd vakgebied geworden.

## Markt
Volgens Nielsen Media Research werd er in 2006 bijna 4,5 miljard euro netto omgezet in de media. 85 procent van alle mediabestedingen werd in 2006 gedaan door adverteerders met een budget van een miljoen of meer, dit was slechts 4 procent van alle adverteerders. Bijna al deze adverteerders maken hierbij gebruik van een mediabureau.
De meeste mediabureaus maken deel uit van een groter internationaal reclame- en/of medianetwerk. Een uitzondering hierop is Kobalt dat was tot 2007 eigendom van een aantal grote adverteerders zoals Ahold, Heineken, ABN AMRO, ING. In oktober 2007 werd Kobalt echter overgenomen door Thieme GrafiMedia Groep.